# Association Sportive et Culturelle Jeanne d'Arc
L'Association Sportive et Culturelle Jeanne d'Arc è una società calcistica senegalese con sede a Dakar, che milita nella prima divisione del campionato nazionale di calcio.

## Storia
Il club è stato fondato nel 1921 ed è stato dedicato all'eroina francese Giovanna d'Arco.

## Palmarès

### Competizioni nazionali
- Ligue 1 (Senegal): 10

1960, 1969, 1973, 1985, 1986, 1988, 1999, 2001, 2002, 2003
- Coupe du Sénégal: 6

1962, 1969, 1974, 1980, 1984, 1987
- Senegal Assemblée Nationale Cup: 3

1986, 1989, 2001

### Competizioni internazionali
- Coppa dell'Africa Occidentale Francese: 2

1951, 1952

### Altri piazzamenti
- Coupe du Sénégal:

Finalista: 1972, 1973, 1986, 1991
- CAF Champions League:

Semifinalista: 1974, 2004
- Coppa CAF:

Finalista: 1998
- Coppa delle Coppe d'Africa:

Semifinalista: 1975

## Statistiche

### Risultati internazionali
Nel 1998 è arrivata seconda nella CAF Cup, perdendo la finale contro i tunisini dello Sfaxien.
Nel 2004 è giunta in semifinale nella CAF Champions League la più importante competizione calcistica africana.